# Kaap Mary Harmsworth

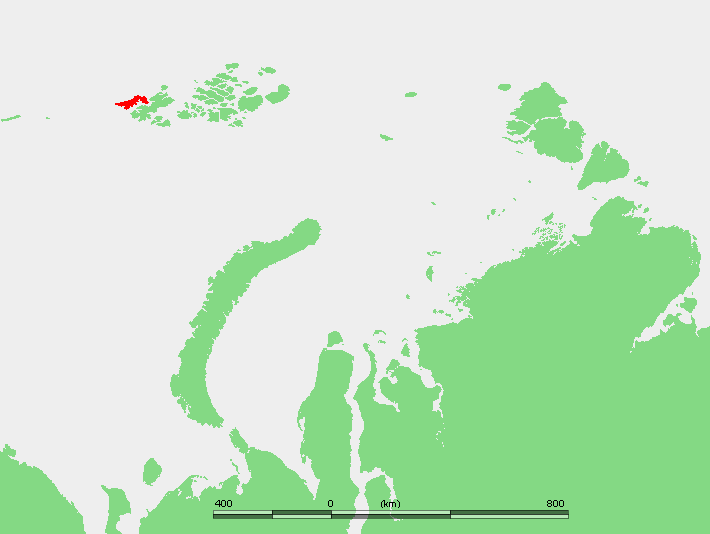
Locatie van Alexandraland in de Frans Jozef archipel. Kaap Mary Harmsworth ligt in het westen.

Kaap Mary Harmsworth (Russisch: Мыс Мэри-Хармсуорт; Mys Meri Charmsoeort) is een kaap op Alexandraland (Rusland). De kaap vormt het westelijkste punt van de Frans Jozefarchipel wanneer het ver verwijderde eiland Victoria (dat niet formeel tot de archipel wordt gerekend) buiten beschouwing wordt gelaten. De kaap vormt onderdeel van de noordelijke grens van de Barentszzee, die verder naar het westen doorloopt via Victoria en Kvitøya tot Kaap Leigh Smith op Nordaustlandet (Spitsbergen).
Kaap Mary Harmsworth is vernoemd naar de echtgenote van Alfred Harmsworth. Alfred Harmsworth, lid van de Royal Geographical Society, was de voornaamste sponsor van de expeditie Jackson-Harmsworth in 1894 naar Frans Jozefland van Frederick George Jackson, die in 1897 de Britse vlag plantte op de kaap nadat hij vanaf Kaap Flora (Northbrook) naar het noordwesten was gevaren.
De Russische zeevaarder Valerian Albanov van het expeditieschip Heilige Anna (onder leiding van Georgi Broesilov) bereikte in 1914 na een lange en tragische tocht over het poolijs samen met een aantal anderen deze kaap alvorens door te trekken naar Kaap Flora op Northbrook, waar hij en matroos Aleksandr Konrad als enige overlevenden werden opgepikt.